# Raptor (film)
Pour les articles homonymes, voir Raptor.
Pour plus de détails, voir Fiche technique et Distribution.
Raptor est un film américain réalisé par Jim Wynorski sorti directement en vidéo en 2001. Le film réutilise des images de la série Carnosaur.

## Synopsis
Les habitants d'une ville sont victimes d'attaques d'animaux sauvages. Le shérif Jim Tanner et son assistante Barbara copient leurs empreintes pour les emmener au docteur Hyde, un scientifique qui travaillait avec le gouvernement sur un projet de clonage de dinosaures à partir d'ADN fossilisée.

## Fiche technique
- Titre : Raptor
- Réalisation : Jim Wynorski
- Scénario : Jim Wynorski, Michael B. Druxman et Frances Doel
- Musique : James Horner
- Photographie : Andrea V. Rossotto
- Montage : Max K. Atkins
- Production : Roger Corman
- Société de production : Concorde-New Horizons
- Pays :  États-Unis
- Genre : Action, horreur et science-fiction
- Durée : 81 minutes
- Dates de sortie : 
  -  États-Unis : 6 novembre 2001

## Distribution
- Eric Roberts : Le shérif Jim Tanner
- Corbin Bernsen : Le docteur Hyde
- Tim Abell (de) : Le capitaine Connelly
- Lorissa McComas : Lola Tanner
- Melissa Brasselle : Barbara Phillips
- William Monroe : Le capitaine York
- Teresa DePriest : Karen